# Ladina
Ladina es una localidad de Croacia en el municipio de Dubrava, condado de Zagreb.

## Geografía
Se encuentra a una altitud de 114 m s. n. m. a 53,8 km de la capital nacional, Zagreb.

## Demografía
En el censo 2011, el total de población de la localidad fue de 86 habitantes.
Según estimación 2013 contaba con una población de 94 habitantes.